# Yelkovo (Oriol)
Yelkovo (en ruso: Ельково) o Yelkova (en ruso: Елькова) es una aldea (derevnia) de Rusia, perteneciente al asentamiento rural de Soskovo, en el raión de Soskovo de la óblast de Oriol.
En 2010 tenía una población de 20 habitantes.

## Geografía
Yelkovo se encuentra en el río Shatoja, a 4 km al suroeste de Soskovo.

## Historia
El pueblo era parte del uyezd de Kromy de la gobernación de Oriol.